# Ostrov Markéta
Ostrov Markéta je přírodní památka v okrese Tábor. Nachází se v Táborské pahorkatině, jeden kilometr jižně od Plané nad Lužnicí.
Předmětem ochrany je starý lesní porost s malou populací silně ohroženého hvozdíku pyšného pravého (Dianthus superbus), na ostrově uprostřed rybníka Hejtman. Smíšený les na ostrůvku je tvořený dubem letním (Quercus robur), borovicí lesní (Pinus sylvestris), smrkem ztepilým (Picea abies) a lípou malolistou (Tilia cordata), vysazeny tu byly i severoamerické druhy dub červený (Quercus rubra), borovice vejmutovka (Pinus strobus) a douglaska tisolistá (Pseudotsuga menziesii), v bylinném patře dále roste ostřice třeslicovitá (Carex brizoides), hadí mord nízký (Scorzonera humilis), zvonek klubkatý (Campanula glomerata) či konvalinka vonná (Convallaria majalis). Pobřeží ostrova lemují rákosiny a porosty vysokých ostřic. Na ostrově hnízdí 90–110 párů volavky popelavé - Ardea cinerea (jediná známá kolonie na Táborsku). V roce 2008 zde bylo na dvou hnízdech poprvé zaznamenáno i hnízdění ohroženého kormorána velkého (Phalacrocorax carbo). Z dalších ptáků se na rybníku vyskytují kachna divoká (Anas platyrhynchos), polák velký (Aythya ferina), polák chocholačka (Aythya fuligula), potápka malá (Tachybaptus ruficollis), potápka roháč (Podiceps cristatus), vzácně též kvakoš noční (Nycticorax nycticorax) a bukáček malý (Ixobrychus minutus).
Na území se lze dostat pouze přes provoz Rybářství Tábor, středisko Strkov, po úzké hrázi (technicky jde tedy o poloostrov), tudíž je veřejnosti nepřístupné.